# Åshild Irgens
Åshild Irgens (7 febbraio 1976) è un'illustratrice norvegese.

## Biografia
Ha illustrato diversi libri per bambini per gli editori Aschehoug, Damm, Samlaget e Gyldendal, tra cui il romanzo Tonje Glimmerdal di Maria Parr, un destinatario del Premio Brage.

## Illustrazioni
Autori/libri che Irgens ha illustrato per:
- 2005: Kjersti Scheen: Øyenvitnet
- 2006: Marianne Viermyr: Bølla Britt og Rita Rapp
- 2006: Kjersti Scheen: Linnea og kastanjeprinsen
- 2007: Rasmus Løland: Gutar
- 2007: Rasmus Løland: Kvitebjørnen - bildebok
- 2007: Rita Løvseth Sandnes: Lovise flytter
- 2007: Tone Kjærnli: Oldefars øye
- 2008: Bjørg Øygarden: Askeladden og de nye hjelperne
- 2008: Naja Marie Aidt: Huset - bildebok
- 2008: Rita Løvseth Sandnes: Lovise får en venn
- 2009: Camilla Dahle Otterlei: Klara og verdens fineste Pekal
- 2009: Hans Sande:  Er du blind i dag, Elise?
- 2009: Maria Parr: Tonje Glimmerdal
- 2009: Rita Løvseth Sandnes: Lovise og de førti røverne
- 2009: Tone Kjærnli: Dummedagen
- 2009: Astrid Lindgren: Prinsessen som ikke ville leke i Den store hvite prinsesseboka
- 2010: Hans Sande:  Hopp i havet, Elise!
- 2010: Åse Ombustvedt:  Jo og Gjedda
- 2010: Camilla Dahle Otterlei: Klara og gangsterklubben
- 2010: Mari Sager: Monster-Frida
- 2010: Mari Sager: Doktor-Frida
- 2010: Signe Olaug Pedersen:  Sprett i håret – sug i magen
- 2011: Mari Sager: Stjele-Frida
- 2011: Sonya Hartnett: Sølveselet
- 2011: Mari Sager: Pannekake-Frida [2]
- 2011: Inger Marie Kjølstadmyr: Henrik og badesvampen - bildebok
- 2011: Sigrid Merethe Hanssen: Detektiv Smartbart og sabotasjen på badet
- 2011: Karin Kinge Lindboe: Helt på trynet forelska
- 2012: René Zografos: Stinke og stanken - bildebok
- 2012: Mari Sager: Spion-Frida
- 2012: Erna Osland: Hør!
- 2013: Mari Sager: Skremme-Frida
- 2013: Charlotte Glaser Munch: Kinaputten
- 2014: Charlotte Glaser Munch: Monsterbakken
- 2014: Birte Svatun: Tenkeboka
- 2014: Birgitta Nilsson: Fikenvulkanen
- 2014: Laura Djupvik: God dag, herr Jul [3]
- 2014: Mari Kjetun: Kattekameratene
- 2015: Ingvild Bjerkeland: Monsterbølger – bildebok
- 2015: Mina Lystad: Alfred må lese høyt
- 2016: Jørn Roeim: Den store, sprø dyreboka – gjennomillustrert vitsebok
- 2016: Ingeborg Eliassen: Snarveien – bildebok[4]
- 2016: Johan B. Mjønes: Sov godt, Lukas – bildebok
- 2016: Mina Lystad: Helmer og Matilda - Aksjon Bestevenn
- 2017: Johan B. Mjønes: Hva gjør du, Lukas – bildebok
- 2018: Ingelin Røssland: Stjålet venn
- 2018: Johan B. Mjønes: Lukas og spurven – bildebok
- 2018: Bjørn Ingvaldsen: Natt.

## Premi e riconoscimenti
- Premio letterario Vittoria Samarelli Castel Goffredo, 2018[5][6]